# Idiocnemis louisiadensis
Idiocnemis louisiadensis – gatunek ważki z rodziny pióronogowatych (Platycnemididae).